# Raoul Stojsavljevic
Raoul Stojsavljevic (Innsbruck, 28 luglio 1887 – a nord di Garmisch-Partenkirchen, 2 settembre 1930) è stato un aviatore e militare austro-ungarico, ed asso dell'aviazione della prima guerra mondiale accreditato con dieci vittorie aeree. La sua successiva carriera lo portò al servizio postbellico nell'aviazione austriaca, sia militare che civile.

## Biografia
Nacque da un matrimonio etnicamente misto ad Innsbruck, suo padre era un serbo di Velika Popina di Gračac in Croazia, di professione ufficiale dell'esercito comune, e sua madre, Adelheid Hohenauer, era austriaca del Tirolo. Frequentò una scuola media militare prima di diplomarsi all'Accademia militare Teresiana di Wiener Neustadt il 18 agosto 1908, diventando tenente in forza al Feldjäegerbataillon n. 21  di stanza a Bruck an der Mur. Divenuto comandante di compagnia nel 1911, oltre ai suoi doveri ricoprì anche il ruolo di un istruttore di sci. Il 14 aprile 1913 iniziò i corsi a Wiener-Neustadt per ottenere il brevetto di aviatore, che conseguì il 2 luglio  dello stesso anno. 
Il 14 ottobre 1913 partecipò al primo volo sulle Alpi da Vienna a Gorizia a bordo di un biposto pilotato dall'oberleutnant Eugen Elsner ottenendo successivamente la nomina a pilota di campo il 7 aprile 1914. Allo scoppio della prima guerra mondiale, si trovava in servizio presso la Fliegerkompanie 1 (Flik 1), di stanza sul fronte nord-orientale in Galizia, dove eseguì numerose missioni di ricognizione volando sui biplani Lohner Pfeilflieger.

### Prima guerra mondiale

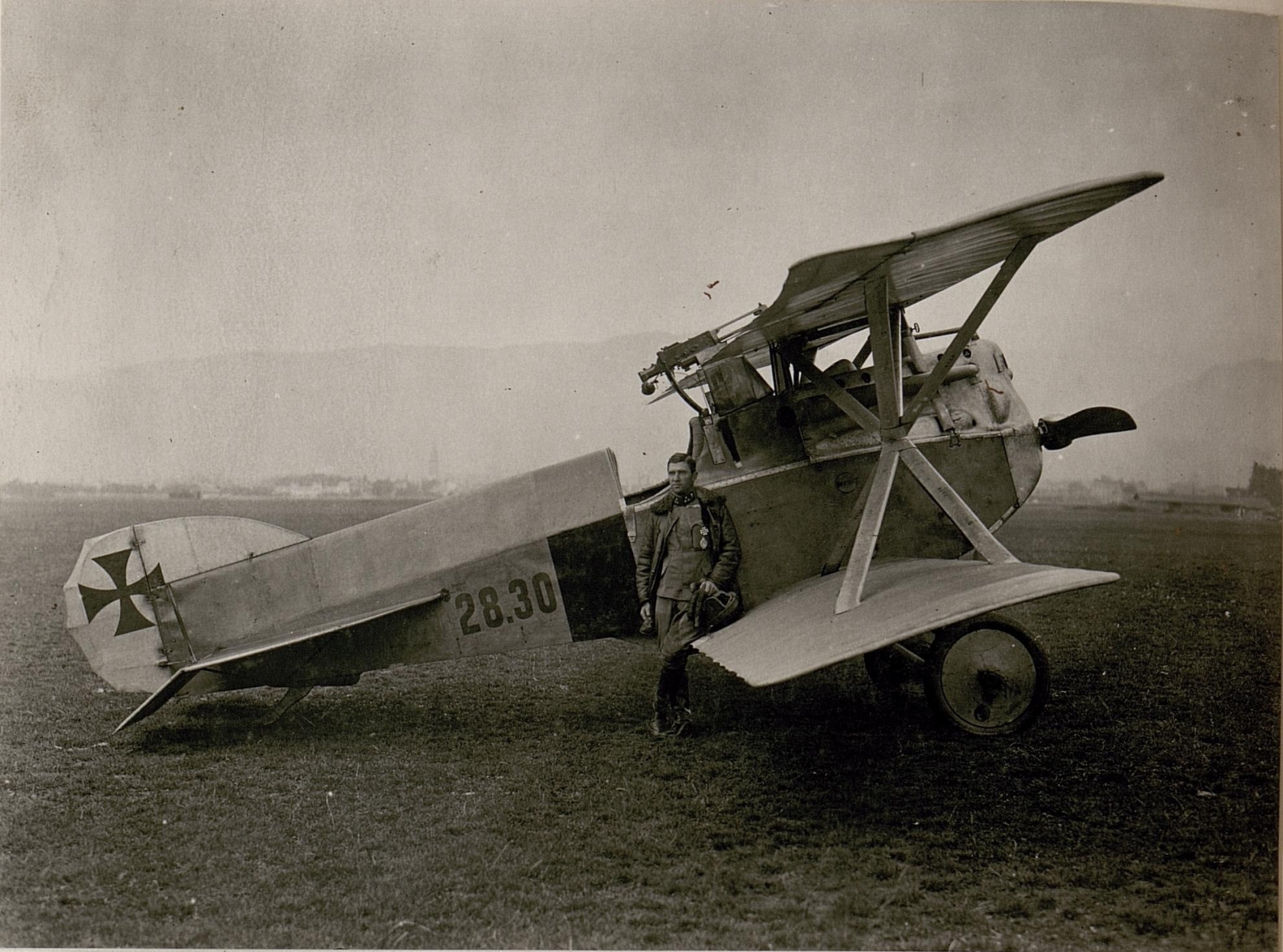
Stojsavljevic di fronte al suo caccia Hansa-Brandenburg D.I nel 1917.

L'11 settembre 1914 fu insignito della Medaglia al merito militare di bronzo, e nel mese di novembre venne trasferito presso la Flik 13 come pilota anziano e secondo in comando. Durante la sua 49ª missione precipitò al suolo nel corso di una tempesta di neve il 16 febbraio 1915  e, dopo aver distrutto il suo velivolo incendiandolo, venne catturato dai russi insieme all'osservatore, leutnant Johannes Reichel. Il giorno 22 i due aviatori riuscirono a fuggire, e trascorsero i due mesi successivi schivando i soldati russi, venendo finalmente rimpatriati nel corso della fortunata offensiva di Gorlice-Tarnów, quando Leopoli fu riconquistata il 22 giugno. Mentre risultava tra i dispersi, fu insignito della Croce di Ferro di seconda classe tedesca il 28 maggio 1915, e della Croce al merito militare austro-ungarica il 19 luglio successivo.
Dopo l'entrata in guerra del Regno d'Italia fu trasferito sul relativo fronte per servire nella Flik 17 di stanza in Alto Adige, venendo promosso hauptmann il 1º settembre 1915. Fu inviato nello stesso mese nella Flik 16 equipaggiata in seguito con gli Hansa-Brandenburg C.I, in missioni di ricognizione che gli valsero la concessione l'Ordine della Corona di Ferro di terza classe con decorazioni di guerra in data 20 giugno 1916. Dal 4 luglio al 1º settembre 1916, riuscì ad ottenere quattro vittorie, tre delle quali in collaborazione con Josef Friedrich, che operava a bordo dell'aereo in qualità di osservatore. 
Il 4 luglio il Farman del Caporale Arturo Cortellini e dell'osservatore Tenente Italo Tacchini della 29ª Squadriglia viene abbattuto su Malborghetto-Valbruna, in territorio austro-ungarico, dall'Hansa-Brandenburg C.I di Stojsavljevic e Friedrich.
Chiese poi il permesso di addestrarsi come pilota da caccia, passando in forza alla Flik 34, dotata degli Hansa-Brandenburg D.I. Divenne asso dell'aviazione il 13 febbraio 1917, quando abbatte un biposto Farman a sud di Kostanjevica, nel settore dell'altopiano di Doberdò del Lago. Rimase a terra per molto tempo a causa di un infortunio al ginocchio subito durante un incidente in fase di atterraggio a Zaule. Ritornato a volare dopo due mesi, con il suo C.I conseguì la sua sesta vittoria, a spese di un Farman, il 17 aprile. Nel mese di maggio venne distaccato sul fronte occidentale per maturare esperienza ed addestramento alle tattiche da caccia con la Jagdstaffel 6 di stanza a Cambrai, anche se non conseguì alcuna vittoria in quel settore.
Al suo ritorno in Italia assunse il comando della Flik 16 e divenne pioniere della ricognizione fotografica ad alta velocità sui D.I. Successivamente conseguì ulteriori due vittorie a spese di altrettanti Farman, il 14 e 23 luglio 1917. Le ultima due le colse il 7 settembre, e il 21 novembre a spese di altrettanti SAML, mentre volava sui nuovi Albatros D.III.
Il 21 novembre il SAML dei Tenenti Mario Vannuccini ed osservatore Antonio Mangano della 114ª Squadriglia viene abbattuto su Feltre e Stojsavljevic arriva alla 10ª vittoria.
Il 12 gennaio 1918, mentre stava svolgendo una missione di ricognizione su un Hansa-Brandenburg C.I, fu abbattuto vicino a Seren del Grappa da un aereo del No. 66 Squadron RFC ed ebbe il femore spezzato da un proiettile nemico. Riuscì a ad atterrare in emergenza dietro le proprie linee, e dopo essere stato operato rientrò in servizio nel mese di ottobre, posto al comando della scuola di pilotaggio di Wiener-Neustadt. Mentre si stava riprendendo fu decorato con la Medaglia d'onore al valor militare in oro per gli ufficiali il 18 aprile, la Croce di Ferro di prima classe tedesca e la Croce di Cavaliere dell'Ordine di Leopoldo.

### Il dopoguerra
Dopo la dissoluzione dell'Impero austro-ungarico declinò l'offerta di ottenere la cittadinanza del Regno di Jugoslavia e scelse di divenire cittadino della nuova Repubblica austriaca. Prestò servizio nella Volkswehr e poi nella paramilitare Flugpolizei fino al 1921. Lasciata la vita militare tentò di avviare un servizio aereo commerciale tra Vienna e Budapest, che fu chiuso su ordine della Commissione di controllo alleata. Nel 1922 tornò per un breve periodo in servizio attivo con il grado di maggiore in forza all'Alpenjäegerregiment 2 di stanza a Innsbruck, dove nel 1925, fondò e diresse il nuovo aeroporto cittadino. Nel 1927, fondò una nuova compagnia aerea commerciale; l'anno seguente, si unì alla compagnia aerea pionieristica ÖLAG.
Il 2 settembre 1930, mentre pilotava uno Junkers F 13 attraverso la fitta nebbia nella montagna Krottenkopf ebbe un incidente a nord di Garmisch-Partenkirchen e perse la vita. Fu sepolto con tutti gli onori presso il Westfriedhof di Innsbruck.